# Markus Andreas Landolt
Markus Andreas Landolt (* 9. Dezember 1962 in Accra) ist ein Schweizer klinischer Psychologe, Wissenschaftler, Dozent und Buchautor.

## Leben
Landolt studierte von 1983 bis 1988 Psychologie, Psychopathologie des Kindes- und Jugendalters und Neuropsychologie an der Universität Zürich, wo er 1993 zum Dr. phil. promoviert wurde. Im Jahre 2004 habilitierte er sich an der Philosophischen Fakultät derselben Universität für das Fach klinische Psychologie. Seit dem Jahre 1987 ist er als klinischer Psychologe am Kinderspital Zürich tätig, ab 2004 als leitender Psychologe, ab 2023 als Chefpsychologe.
Nach postgradualen Weiterbildungen in Familientherapie und kognitiver Verhaltenstherapie erlangte er im Jahre 1999 den Fachtitel für Kinder- und Jugendpsychologie und 2007 jenen für Psychotherapie. Im Februar 2014 wurde er auf ein Extraordinariat ad personam für Gesundheitspsychologie des Kindes- und Jugendalters an der Philosophischen Fakultät der Universität Zürich berufen, seit April 2020 besetzt er dort ein Ordinariat ad personam. Seit 2022 ist er als Doppelprofessor zudem auch an der Medizinischen Fakultät der Universität Zürich tätig.

## Leistungen
Landolt beschäftigt sich klinisch und wissenschaftlich mit den Auswirkungen verschiedener Arten von psychischer Traumatisierung auf das psychische Befinden und die Entwicklung von Kindern und Jugendlichen. Er ist einer der Pioniere der modernen Kinderpsychotraumatologie in Europa und weltweit bekannt für seine wissenschaftlichen Arbeiten. Daneben hat er sich in seiner Forschung mit den Folgen lebensbedrohlicher Krankheiten, schwerer Unfälle und Fehlbildungen bei Kindern und deren Eltern beschäftigt.
Landolts Werk umfasst über 160 Originalarbeiten in wissenschaftlichen Zeitschriften sowie mehrere Buchkapitel. Seine wichtigsten Bücher sind die bei Hogrefe im Jahre 2021 in dritter Auflage erschienene Monografie "Psychotraumatologie des Kindesalters: Grundlagen, Diagnostik und Interventionen" sowie das zusammen mit Ulrich Schnyder und Marlene Cloitre bei Springer herausgegebene Buch zu "Evidence based treatment of trauma related disorders in children and adolescents" (2017). Im Jahre 2005 erhielt er für sein wissenschaftliches Werk den Falk-von-Reichenbach-Förderpreis der Deutschsprachigen Gesellschaft für Psychotraumatologie (DeGPT). Zeichen der internationalen Anerkennung seiner Forschung ist Landolts Ernennung zum Fellow der Amerikanischen Psychologischen Gesellschaft (APA) im Jahre 2010.
Im Jahre 2015 begründete er an der Universität Zürich den ersten universitären postgradualen Studiengang in Kinderpsychotraumatologie im deutschsprachigen Raum (CAS Kinderpsychotraumatologie). Daneben ist er als Dozent an internationalen Kongressen aufgetreten und ist im deutschsprachigen Raum im Bereich der Weiterbildung von Psychotherapeuten tätig. Von 2015 bis 2019 war Landolt Vorstandsmitglied der International Society for Traumatic Stress Studies.
Markus Andreas Landolt ist ausserdem Mitglied der NGO vivo, die sich für Verfolgte und traumatisierte Menschen einsetzt.

## Werke
Bücher
- Psychotraumatologie des Kindesalters: Grundlagen, Diagnostik und Interventionen (3. erw. Auflage). Göttingen, Hogrefe 2021.
- Traumatherapie bei Kindern und Jugendlichen (2. erw. Auflage). Göttingen, Hogrefe 2012 (Hrsg. zusammen mit Thomas Hensel).
- Evidence-based treatments for trauma related disorders in children and adolescents. Springer, New York 2017 (Hrsg. zusammen mit Marylène Cloitre und Ulrich Schnyder).